# Bianor tortus
Bianor tortus är en spindelart som beskrevs av Jastrzebski 2007. Bianor tortus ingår i släktet Bianor och familjen hoppspindlar. Inga underarter finns listade.